# (2643) Bernhard
(2643) Bernhard es un asteroide perteneciente al cinturón de asteroides, descubierto el 19 de septiembre de 1973 por Tom Gehrels desde el Observatorio del Monte Palomar, Estados Unidos.

## Designación y nombre
Designado provisionalmente como 1973 SD. Fue nombrado Bernhard en honor al príncipe Bernardo de los Países Bajos.